# 全國大學校際體育協會

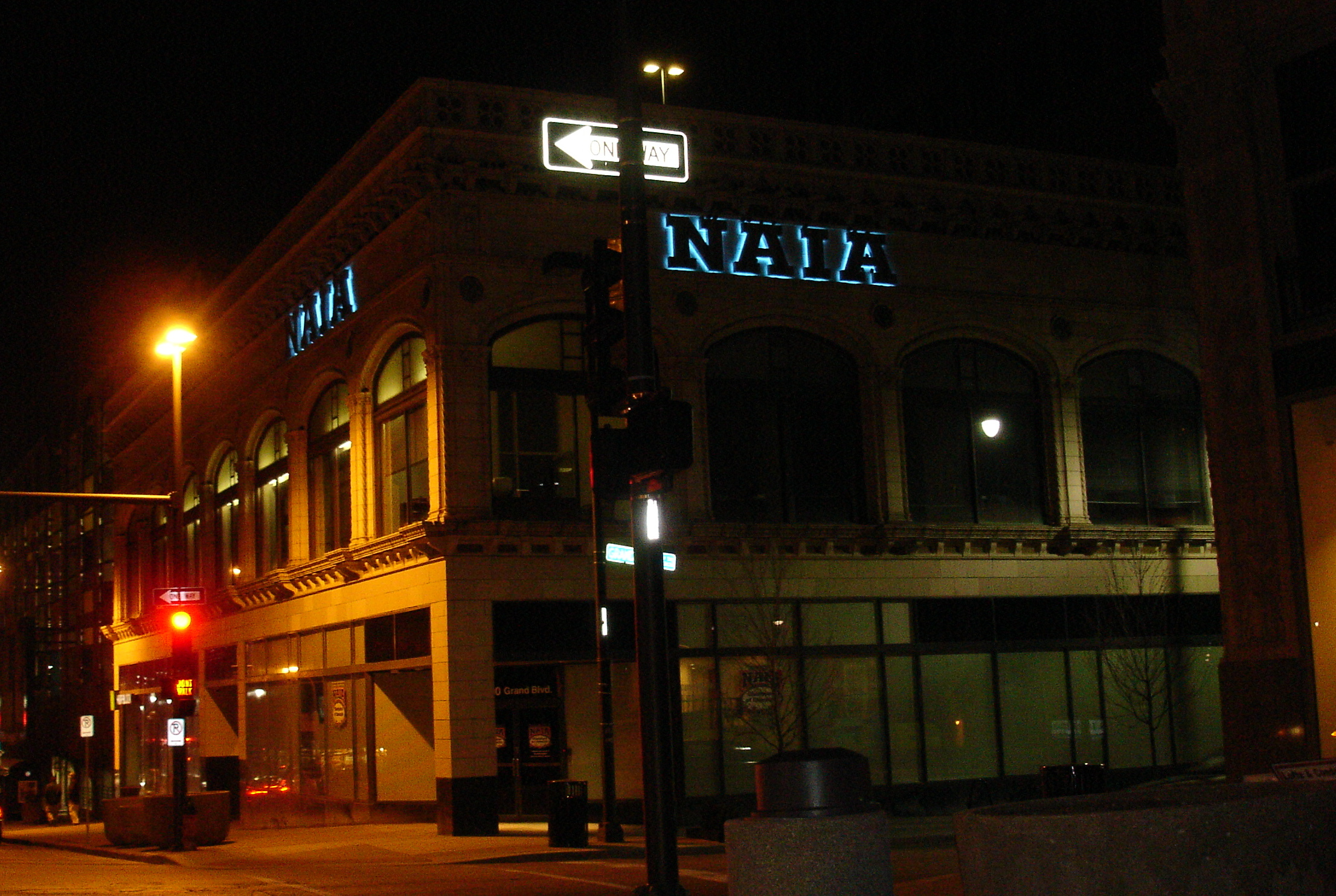
NAIA總部

全國大學校際體育協會（National Association of Intercollegiate Athletics，縮寫：NAIA）或國家大學校際體育協會是一個服務美國各個大學和學院的體育協會，但在加拿大有兩個成員。在巴哈馬也有一個成員。截止2013年10月，該協會共有255個成員。NAIA的總部位於美國密蘇里州堪薩斯城， CBS體育網絡為其喉舌。
NAIA的成员以小型私立学院为主，竞技水平大致相当于NCAA第三级别，NAIA顶级校队的竞技水平和NCAA第二级别相当。

## 外部連結
- 官方网站
- History of the NAIA
- The NAIA Eligibility Center（页面存档备份，存于）